# Szkieletnica pomarańczowa

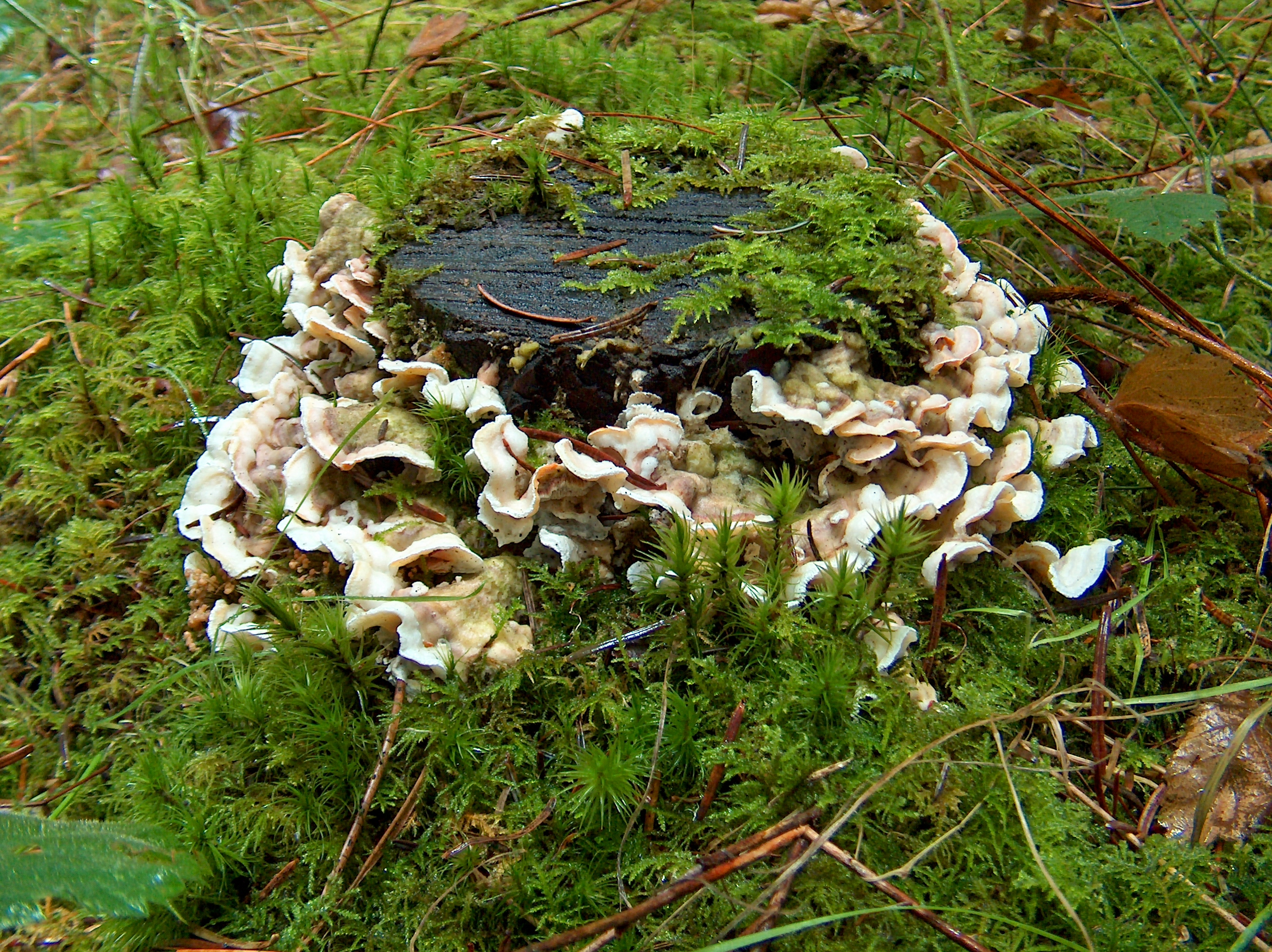

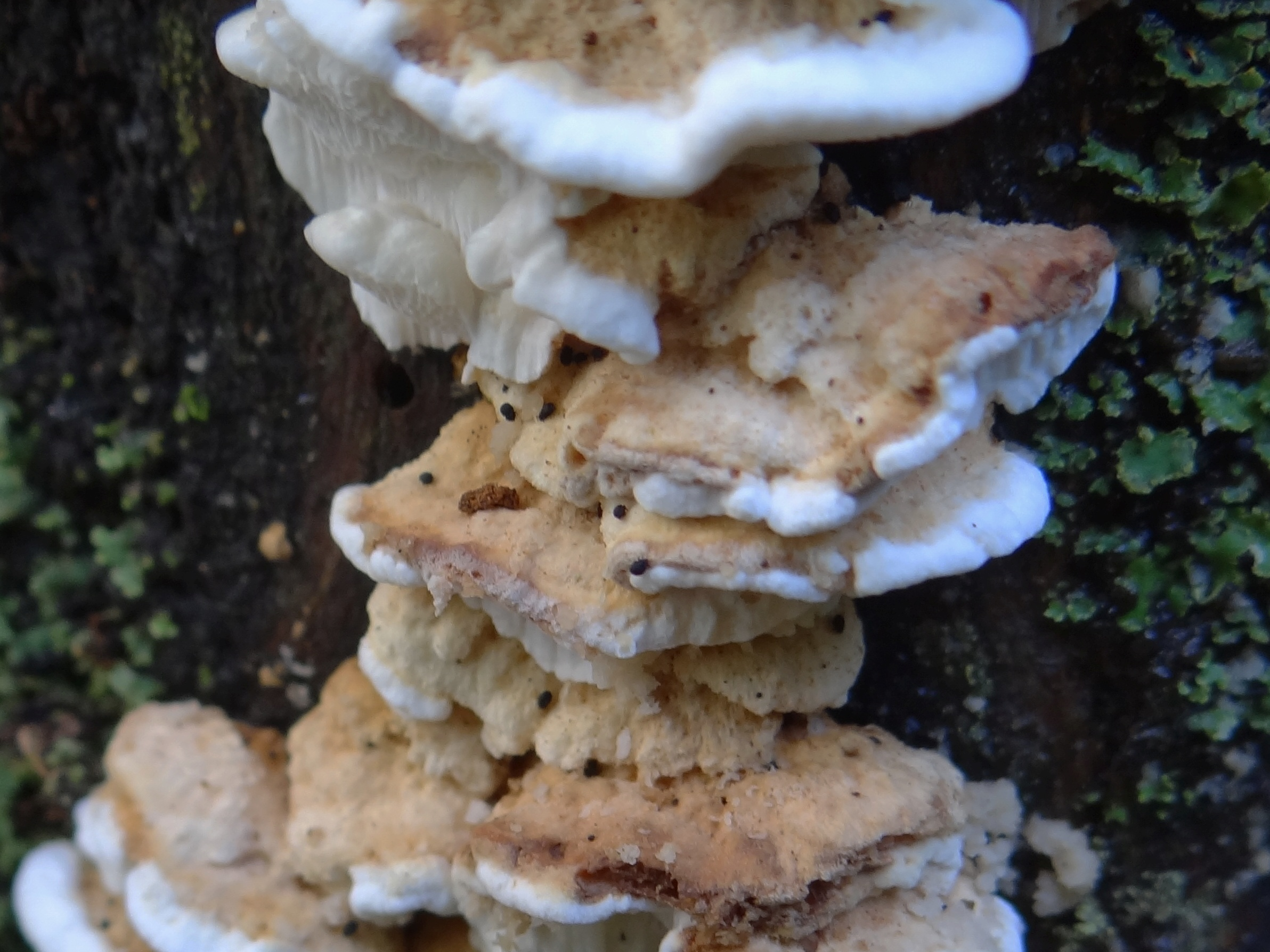

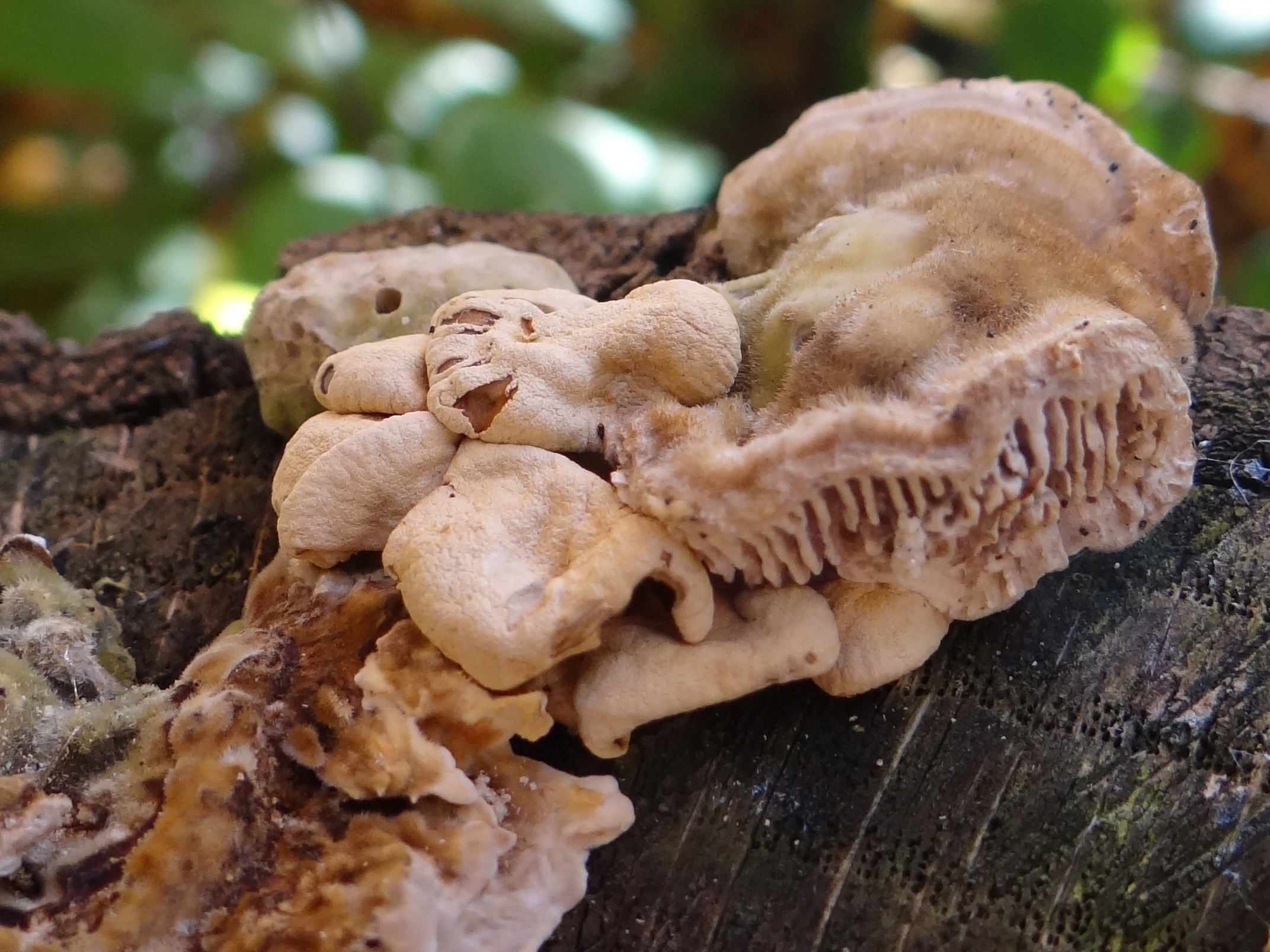

Szkieletnica pomarańczowa (Skeletocutis amorpha (Fr.) Kotl. & Pouzar) – gatunek grzybów z rzędu żagwiowców (Polyporales).

## Systematyka i nazewnictwo
Pozycja w klasyfikacji według Index Fungorum: Skeletocutis, Incrustoporiaceae, Polyporales, Incertae sedis, Agaricomycetes, Agaricomycotina, Basidiomycota, Fungi.
Po raz pierwszy gatunek ten został opisany w 1815 r. przez E. Friesa jako Polyporus amorphus. Do rodzaju Skeletocutis przenieśli go František Kotlaba i Zdeněk Pouzar w 1958 r.
Synonimów ma ponad 40. Niektóre z nich:
- Coriolus kymatodes (Rostk.) Bourdot & Galzin 1925
- Gloeoporus amorphus (Fr.) Killerm. 1928
- Trametes armeniaca (Berk.) Ryvarden 1984
- Tyromyces amorphus (Fr.) Murrill 1918
- Tyromyces pini-glabrae Murrill 1940

Nazwę polską zaproponował Władysław Wojewoda w 2003 r., Stanisław Domański w 1967 r. opisywał ten gatunek pod nazwą szkieletnica bezkształtna, Fr. Błoński w 1888 r. jako huba bezkształtna, H. Orłoś w 1952 r. jako żagiew bezkształtna.

## Morfologia
Owocnik jednoroczny, miękki, o bardzo różnorodnym kształcie. Może być rozpostarty, rozpostarto-odgięty lub tworzyć liczne kapelusze o muszelkowatym lub falistym kształcie, które często zrastają się z sobą. Kapelusze mają ostre brzegi i osiągają szerokość do 2 cm. Na górnej stronie są niewyraźnie strefowane i delikatnie owłosione białymi włoskami. Hymenofor rurkowy. Rurki bardzo krótkie, o długości do 1 mm. U młodych owocników są białawe, potem kolejno żółte, różowawe, jaskrawo pomarańczowe. Mają drobne i nierówne, okrągłe lub kanciaste pory. Na jednym owocniku pory są nierówno ubarwione; mogą być białawe, morelowe lub żółtopomarańczowe. Miąższ tworzy dwie warstwy. Górna warstwa jest biaława, luźna i w trakcie owocnika zanika. Dolna warstwa jest galaretowata i płynnie przechodzi w rurki. Brak wyraźnego zapachu i smaku.
Cechy mikroskopowe;
System strzępkowy dimityczny. Strzępki generatywne hialinowe, rzadko septowane, grubościenne, ze sprzążkami, o średnicy 2–6 μm. Strzępki szkieletowe hialinowe, grubościenne, rzadko rozgałęzione, nieseptowane, w tramie o nieregularnej strukturze. Cystyd brak, występują wrzecionowate cystydiole. Podstawki 4-sterygmowe, o średnicy 3–4 μm, ze sprzążką w nasadzie. Zarodniki kiełbaskowate, hialinowe, brodawkowate, z gutulami, o rozmiarach 3–4 × 1,0–1,5 μm.

## Występowanie i siedlisko
Znane jest występowanie tego gatunku w Ameryce Północnej, Europie, Azji (Rosja, Japonia) i na Nowej Zelandii. W Polsce jest bardzo pospolity.
Grzyb nadrzewny, saprotrof. Występuje na martwym drewnie w lasach iglastych i mieszanych, głównie na drewnie sosny pospolitej, rzadziej na drewnie jodły, świerka i innych gatunków sosen. Czasami zasiedla także drewno konstrukcyjne. Owocniki wytwarza od stycznia do października.

## Znaczenie
Saprotrof, powoduje białą zgniliznę drewna.